# James May - Il nostro agente in...
James May - Il nostro agente in... (James May: Our Man in...) è un programma televisivo condotto da James May prodotto per la piattaforma streaming Prime Video. Nella prima stagione, James May visita il Giappone, nella seconda si reca in Italia, mentre nella terza fa tappa in India.

## Puntate

### Prima stagione -Giappone
| nº | Titolo originale | Titolo in italiano     | Pubblicazione  |
| -- | ---------------- | ---------------------- | -------------- |
| 1  | Go!              | Partiamo!              | 3 gennaio 2020 |
| 2  | Cabbage roll     | Involtino di verza     | 3 gennaio 2020 |
| 3  | Deodorant        | Deodorante             | 3 gennaio 2020 |
| 4  | Hey, Bim!        | Ehi, Bim!              | 3 gennaio 2020 |
| 5  | Peach Boy        | Il ragazzo della pesca | 3 gennaio 2020 |
| 6  | Pickled plum     | Prugne salate          | 3 gennaio 2020 |

### Seconda stagione -Italia
| nº | Titolo originale           | Titolo in italiano           | Pubblicazione  |
| -- | -------------------------- | ---------------------------- | -------------- |
| 1  | God's Apology              | Le scuse di Dio              | 15 luglio 2022 |
| 2  | House of Pain              | La casa del dolore           | 15 luglio 2022 |
| 3  | Dark Matter                | Materia oscura               | 15 luglio 2022 |
| 4  | Really, Really Nice Cheese | Un formaggio veramente buono | 15 luglio 2022 |
| 5  | Hey Pesto                  | Ciao pesto                   | 15 luglio 2022 |
| 6  | Bye, Bim                   | A presto Bim                 | 15 luglio 2022 |

### Terza stagione -India
| nº | Titolo originale   | Titolo in italiano  | Pubblicazione  |
| -- | ------------------ | ------------------- | -------------- |
| 1  | John               | John                | 5 gennaio 2024 |
| 2  | A Bit Like Glasgow | Un po' come Glasgow | 5 gennaio 2024 |
| 3  | Calamari           | Calamari            | 5 gennaio 2024 |